# Zaglyptogastra vitalisi
Zaglyptogastra vitalisi är en stekelart som först beskrevs av Turner 1919.  Zaglyptogastra vitalisi ingår i släktet Zaglyptogastra och familjen bracksteklar. Inga underarter finns listade i Catalogue of Life.